# Steven Page
Steven Jay Page (Scarborough (Canada), 22 juni 1970) is een Canadese rockmuzikant (gitaar, piano, fluit), singer-songwriter en producent. Samen met Ed Robertson was hij een van de oprichters, zanger, gitarist en een primaire songwriter van de rockband Barenaked Ladies (BNL). Page verliet de band in 2009 en heeft sindsdien een solocarrière nagestreefd.

## Biografie
Page werd geboren in Scarborough, Ontario. Na het overslaan van de eerste klas was Page ingeschreven voor Scarboroughs begaafde programma aan de Churchill Heights Public School. Page's vader Victor was drummer, net als zijn broer Matthew. Als kind probeerde Page liedjes op de piano te spelen, terwijl zijn vader het ritme op de drums zou houden. Page nam tien jaar pianoles (hoewel hij beweerde niet te hebben leren spelen). Hij was ook lid van het Toronto Mendelssohn Youth Choir.
Tijdens zijn jeugd werd Page's beste vriend 'gestolen' door klasgenoot Ed Robertson en kreeg hij enige tijd een hekel aan Robertson. De twee gingen naar de middelbare school in het Woburn Collegiate Institute, maar bleven elkaar uit de weg gaan, totdat Page Robertson in een restaurant van Harvey zag na een Peter Gabriel-concert en tot zijn verbazing ontdekte dat Robertson ook een fan was. Dit leidde ertoe dat Page en Robertson gingen praten, vrienden werden en uiteindelijk BNL formeerden. Ze waren allebei adviseurs in het Scarborough Schools Music Camp in de zomer van 1988, waar enkele van hun vroege samenwerkingen in de muziek werden geboren. Page schreef liedjes met zijn vriend Geoff Pounsett en maakte geluidsbanden van die liedjes. Robertson had een band gekregen die de twee hadden gemaakt en kende enkele van Page's liedjes. Page was hierdoor gevleid en de twee werden uiteindelijk goede vrienden.

### Barenaked Ladies
Robertson nodigde Page uit om met hem op te treden tijdens een liefdadigheidsshow onder de naam Barenaked Ladies in 1988 en uiteindelijk leidde de show tot een fulltime carrière in de band. Page bezocht de York University in het Engelse programma met een minor in theorie en koorstudies, maar stopte om zich te concentreren op het toenemende succes van de band. Page was vanaf het begin een belangrijke songwriter. Een groot deel van het materiaal van de band kwam ofwel alleen van Page of schreef dit samen met Robertson. Op één na hadden alle nummers op het eerste album van de band een songwriting- of co-writing invloed voor Page. Hij wordt vermeld op elk nummer van zowel Maroon (2000) (behalve de verborgen track van het album) als Everything to Everyone (2003). In totaal worden 97 van de 113 nummers op de primaire studioalbums van de band tijdens zijn dienstverband (exclusief de vakantie- of kinderalbums) bijgeschreven of toegeschreven aan Page. Hoewel zijn aanzien gestaag hoog bleef, werd de bijdrage van aanvankelijke liedideeën gelijkmatiger verdeeld onder Robertson en latere andere bandleden Kevin Hearn en Jim Creeggan, hoewel Page zijn vaardigheid bleef bijdragen in het voltooien of gewoon bijschaven van teksten.
Page was vanaf het begin ook de belangrijkste zanger van de band geweest, hoewel hij altijd een deel van de leadzang met Robertson deelde. Dit kwam gedeeltelijk voort uit de gebruikelijke manier van schrijven van de band voor de eigen stem. Als Robertson met meer songideeën kwam, zong hij lead op meer nummers. Alle singles van de eerste drie albums van de band hadden een leadzang van Page (exclusief If I Had $1000000 met een call and response-leadzang van zowel Robertson als Page) en 9 van de 11 nummers op het eerste live-album Rock Spectacle bevatten een Page-lead. Na het succes van One Week, de eerste single van de band met een Robertson-lead, werden nummers met een Robertson-lead vanaf dat moment in gelijke mate geselecteerd als singles. Page speelde akoestische en elektrische gitaar (en af en toe andere instrumenten) voor de band, zowel in de studio als live. Meestal speelde hij ritmepartijen op zelf geschreven nummers, waardoor Robertson meer een hoofdrol speelde, maar soms speelde hij een leadgitaarpartij op de ritmegitaar van Robertson. Page aanvaardde soms gitaristentaken op nummers waar hij niet op zong, maar nooit met uitsluiting van Robertson op gitaar. In 2002 won Page een International Achievement Award bij de SOCAN Awards in Toronto voor het nummer Pinch Me, dat hij samen met Ed Robertson schreef.
In 2004 had Page bedenkingen bij zijn bijdragen aan de band. Hij heeft aangegeven mee te hebben gedaan aan de opnamen van Barenaked for the Holidays en Snacktime!, ondanks dat hij tegen de opname van beide albums was. Met betrekking tot Snacktime!, gaf Page aan: 'Het was erg leuk om te doen, maar het was niet mijn idee. Ik was erbij'. Page trad op met Barenaked Ladies in 2008 tijdens hun Ships & Dip III cruise. Op 24 februari 2009 werd door zowel Page als de andere leden van Barenaked Ladies aangekondigd dat Page de band zou verlaten om andere mogelijkheden na te streven, waaronder soloprojecten en theatrale kansen en dat de rest van de band zou blijven bestaan tijdens zijn afwezigheid. De beslissing was ongeveer anderhalve week voor de publieke aankondiging genomen, met als reden de wens van de band om een nieuw album op te nemen en de terughoudendheid van Page om dit te doen. Page gelooft dat zijn veelbesproken drugsarrestatie in Syracuse (New York), zijn ophanden zijnde breuk met de band heeft bespoedigd.
Page merkte in augustus 2011 op dat rond de tijd van zijn arrestatie de band niet langer de vrolijke plek was die het ooit was, maar dat was al langere tijd zo. Het was niet zo dat we geen goede shows geven, we hadden nog steeds elke avond een geweldige tijd op het podium, voegde hij eraan toe. Maar het werd een plek waar werk alleen maar stress was en niet om het eindproduct ging. En de arrestatie en de spanning binnen de band zorgde ervoor dat ik de kracht verzamelde om eropuit te gaan en te doen wat ik altijd al wilde doen. In september 2015 ontdekte het dagblad TMZ gerechtelijke documenten die door Steven Page waren ingediend over The Big Bang Theory Theme. Hij beweert dat hem 20% van de opbrengst van het nummer is beloofd, inclusief inkomsten die zijn gegenereerd uit het album met de grootste hits en beweert dat voormalig bandmaat Robertson dat geld volledig voor zichzelf heeft gehouden. Op 25 maart 2018 trad Page voor het eerst in negen jaar op met Barenaked Ladies tijdens de Juno Awards in Vancouver, ter ere van de introductie van de band in de Canadian Music Hall of Fame. Hoewel er naar verluidt geen plannen waren om de reünie permanent te maken, had geen van beide partijen het noodzakelijkerwijs uitgesloten.

### Partnerschap met Stephen Duffy
Page was als jonge man een fan van de Britse singer-songwriter Stephen Duffy, die een van de oprichters was van Duran Duran en de frontman van de band The Lilac Time en begon met hem te corresponderen, nadat Duffy op zijn fanbrief had geantwoord. Page werd uiteindelijk uitgenodigd om in het begin van de jaren 1990 samen met Duffy te schrijven en verschillende mede-geschreven nummers verschenen vervolgens op BNL-albums, beginnend met Maybe You Should Drive. In juni 2005 bracht Page zijn eerste soloalbum uit, waarvan op één na alle nummers door Page/Duffy werden geschreven (het andere was alleen door Page geschreven). Het project werd aangekondigd als The Vanity Project (zowel als album- als artiestennaam). Page suggereerde in interviews dat het project van hem alleen was en dat het een forum voor hem was om samen te werken met schrijvers/artiesten buiten BNL. Destijds suggereerde hij dat toekomstige albums misschien geen Duffy omvatten, maar andere samenwerkingen kunnen bevatten. Echter, gezien zijn latere vertrek bij Barenaked Ladies, koos Page ervoor om zijn vervolg-soloplaat te bestempelen als een Steven Page-plaat.

### Solo
Na zijn vertrek bij Barenaked Ladies, was Page's eerste grote project het voltooien van het schrijven van muziek voor de eerste productie van Bartholomew Fair: A Comedy at the Stratford Shakespeare Festival in de zomer van 2009. In die zomer begon hij aan een tournee langs muziekfestivals (voornamelijk folkloristische festivals), begeleid door Kevin Fox op cello. Page zette promotieaccounts voor zichzelf op verschillende sociale netwerksites onder zijn naam en onder de facturering The Steven Pages. Hij trad op in het nummer He's a Really Useful Engine voor Thomas and the Magic Railroad in 2000.
De eerste publicatie van Page na zijn breuk met Barenaked Ladies was A Singer Must Die, een studio-opname van nummers die hij uitvoerde in een paar concerten, Songbook II, met de hedendaagse muziekgroep Art of Time Ensemble. Na de publicatie van het album op 16 februari 2010, begonnen de artiesten aan een 12-daagse concerttournee. Page nam deel aan andere concerten met Art of Time Ensemble, waaronder Take This Waltz (een verzameling walsen) en een uitvoering van het The Beatles-album Abbey Road, met semi-klassieke arrangementen van Art of Time Ensemble. In november 2011 voerde Page het songbookconcert Songbook 6 uit met nieuwe nummers. Hij zong ook in uitvoeringen van het Sgt. Pepper-album van The Beatles, vergelijkbaar met het vorige Abbey Road-concert.
Page's eerste originele relevante album Page One onder zijn eigen naam werd uitgebracht op 19 oktober 2010. Page toerde met het album in Canada en de Verenigde Staten, waaronder in een reeks shows die de Goo Goo Dolls ondersteunden. Op 1 januari 2011 trad Page op tijdens de NHL Winter Classic en leidde het zingen van het Canadese volkslied voor de wedstrijd. Hij voerde Hallelujah van Leonard Cohen uit tijdens de staatsbegrafenis van Jack Layton op 27 augustus 2011. Op 17 januari 2012 bracht Page een nieuwe single uit met de twee nieuwe nummers A Different Sort of Solitude en Manchild. A Different Sort of Solitude werd geschreven voor de film French Immersion. Manchild is geschreven in samenwerking met Craig Northey en is de B-kant van de single. Op dezelfde dag als de publicatie van de single werd Page genomineerd voor de 32e jaarlijkse Genie Awards voor de compositie van A Different Sort of Solitude. Page heeft de televisieshow The Illegal Eater gepresenteerd, waarin hij naar verschillende steden reist op zoek naar underground restaurants en/of pop-up avondclubs. In juli 2014 werd bekend gemaakt dat Page aan een nieuw studioalbum had gewerkt. Het album Heal Thyself Pt. I: Instinct werd uitgebracht op 11 maart 2016. Page bracht de eerste single White Noise uit van het album Discipline: Heal Thyself, Pt. II, uitgebracht op 14 september 2018. Here's What It Takes, een musical geschreven door Page en Daniel MacIvor, zou in 2020 op het Stratford Festival in première gaan. Nadat de productie werd stopgezet vanwege de COVID-19-pandemie in Canada, heeft Page een wekelijkse serie thuisconcerten gegeven via het Mangan Side Door-platform. Hij en de cast van de show namen een versie op van het slotnummer van de musical No Song Left to Save Me voor een optreden op CBC Radio's Q.

### Trans-Canada Highwaymen
Op 16 juli 2016 trad Page op als lid van de band Trans-Canada Highwaymen, een supergroep van mede-Canadese muzikanten, waaronder Moe Berg van The Pursuit of Happiness, Chris Murphy van Sloan en Craig Northey van The Odds (Northey treedt ook op als de leadgitarist van Page bij zijn solo-shows). De band kondigde vervolgens een tournee aan, die begon in april 2017. De band heeft geen origineel materiaal geschreven en voert in plaats daarvan optredens uit met covers van populaire liedjes van de respectievelijke bands van de leden.

## Andere activiteiten en interesses
Page was een fervent lid van de New Democratic Party of Canada en was een opmerkelijke supporter van wijlen Jack Layton, die de leider van de partij was. Hij speelde Hallelujah van Leonard Cohen tijdens de begrafenis van Layton. Op 31 augustus 2008 was hij lid van de marketing- en evenementencommissie van de raad van bestuur van World Wildlife Fund Canada (WWF-Canada). Sinds juli 2007 was Page lid van de WindShare-coöperatie die de windturbine bouwde/bezit op Exhibition Place in het centrum van Toronto.
Page is eigenaar van een boerderij in de buurt van Toronto. Op een bepaald moment voorafgaand aan de opname van Barenaked for the Holidays, investeerde hij in het bouwen van een opnamestudio in zijn boerderij, die hij Fresh Baked Woods heeft genoemd. De eerste plaat van de band was het eerder genoemde vakantiealbum. De band gebruikte de studio ook voor de opnamesessies voor de Barenaked Ladies Are Me/Barenaked Ladies Are Men-albums. Page kocht de console van Le Studio, waar de band Gordon opnam (onder de vele beroemde albums die in die studio werden opgenomen) en integreerde een deel van de apparatuur in de console van Fresh Baked Woods. In 2013 verscheen Page in de aflevering How I Met Your Mother van P.S. I Love You. Page was een deelnemer aan de Canadese spelshow Bumper Stumpers.

## Privéleven
Page werd geboren uit een Asjkenazische joodse moeder en een vader met een Anglo-protestantse achtergrond. Hoewel Page's vader Victor zich tot het jodendom bekeerde om de religieuze grootouders van Page's moeder te sussen, verstoten haar grootouders hem toch. De Joodse achtergrond van zijn moeder was het onderwerp van een aflevering van een CBC-genealogieprogramma genaamd Who Do You Think You Are?. Page is tweemaal getrouwd. Zijn eerste vrouw was de muzikante en docente uit Toronto, Carolyn Ricketts, met wie hij op 28 december 1993 trouwde. De twee gingen uiteen in februari 2007 en scheidden in 2009. Ze hebben drie zonen: Isaac (geboren op 12 november 1996), Benjamin (geboren op 15 december 1998), en Jonah (geb. 16 april 2001).
Page werd op 18 juli 2008 gearresteerd wegens bezit van cocaïne. Page werd schuldig bevonden aan bezit en veroordeeld tot een medicamenteuze behandeling en zes maanden clean te blijven. Page kocht in 2009 een huis in Fayetteville (New York) met de toenmalige vriendin Christine Benedicto en verdeelt zijn tijd tussen daar en Toronto, waar zijn kinderen wonen. Page trouwde met Benedicto op 23 juli 2011 en het paar bracht hun huwelijksreis door in Parijs. Page verklaarde in 2011 publiekelijk dat hij lijdt aan een bipolaire stoornis. Hij zei dat hij periodes van zelfmedicatie heeft doorgemaakt om de symptomen te verlichten. Sinds hij Barenaked Ladies heeft verlaten, heeft hij zich meer kunnen concentreren op het beheersen en behandelen van zijn ziekte en heeft hij zijn zonen genoemd als zijn bron van kracht voor het houden van een gezonde en voortdurende behandeling.

## Discografie
- 2005: The Vanity Project
- 2010: A Singer Must Die
- 2010: Page One
- 2012: A Different Sort of Solitude (ep)
- 2016: Heal Thyself Pt. 1: Instinct
- 2018: Discipline: Heal Thyself, Pt. II

- International Standard Name Identifier: 0000 0001 1827 3363
- Library of Congress Control Number: n2003149408
- MusicBrainz: 6837f020-f677-4438-ae4e-24467811d309
- Nationale Bibliotheek van Israël: 987007445203005171
- Virtual International Authority File: 266813972